# オルタイ
オルタイ（満州語：ᠣᡵᡨ᠋ᠠᡳ、転写：ortai、漢字:鄂爾泰、拼音: ortai 、康熙16年（1677年） - 乾隆10年（1745年））は、中国清代の政治家、大臣、官員。字は毅庵または毅斋。

## 経歴
はじめ満洲鑲藍旗佐領だったが、康熙55年（1716年）、内務府員外郎に任じられ、第四皇子雍親王胤禛(後の雍正帝)の腹心となる。
雍正帝が即位すると、雍正元年（1721年）に江南布政使となり、雍正3年（1725年）には広西巡撫ついで雲南巡撫をつとめ、雍正4年（1726年）には雲貴総督に就任する。
雍正10年（1732年）に保和殿大学士兼兵部尚書に任じられる。
雍正帝が崩御し、乾隆帝が即位した後も軍機大臣として皇帝を支え続けた。